# Mihai Răzvan Ungureanu
Mihai Răzvan Ungureanu (ur. 22 września 1968 w Jassach) – rumuński polityk, dyplomata, historyk, minister spraw zagranicznych w latach 2004–2007, szef Służby Wywiadu Zagranicznego w latach 2007–2012 i 2015–2016, premier Rumunii w 2012.

## Życiorys
Mihai Răzvan Ungureanu urodził się w 1968. W latach 1988–1992 studiował historię i filozofię na Uniwersytecie Aleksandra Jana Cuzy w Jassach. W 1993 ukończył studia podyplomowe w centrum Centre for Jewish and Hebrew Studies na Uniwersytecie Oksfordzkim. W 2004 uzyskał doktorat z historii na macierzystej uczelni.
W latach 1992–2006 był wykładowcą na Wydziale Historii Uniwersytetu Aleksandra Jana Cuzy w Jassach. W 2007 został profesorem na Wydziale Historii Uniwersytetu Bukareszteńskiego.
W 1998 rozpoczął pracę w rumuńskich służbach dyplomatycznych. W latach 1998–2001 pełnił funkcję sekretarza stanu w Ministerstwie Spraw Zagranicznych. Od 2001 do 2003 był pełnomocnikiem ds. Paktu Stabilności dla Europy Południowo-Wschodniej. W latach 2003–2004 zajmował stanowisko zastępcy koordynatora Inicjatywy Współpracy dla Europy Południowo-Wschodniej z siedzibą w Wiedniu. Od 28 grudnia 2004 do 12 marca 2007 pełnił funkcję ministra spraw zagranicznych Rumunii w rządzie premiera Călina Popescu-Tăriceanu. Z urzędu został odwołany oficjalnie z powodu niepoinformowania rządu o zatrzymaniu przez irackich bojowników dwóch rumuńskich inżynierów. Od marca do grudnia 2007 ponownie był zastępcą koordynatora Inicjatywy Współpracy dla Europy Południowo-Wschodniej. W grudniu 2007 został mianowany na szefa Służb Wywiadu Zagranicznego.
6 lutego 2012, po złożeniu dymisji przez premiera Emila Boca z powodu protestów przeciwko oszczędnościowej polityce rządu, prezydent Traian Băsescu pełnienie obowiązków premiera powierzył ministrowi sprawiedliwości Cătălinowi Predoiu. W tym samym dniu Mihai Răzvan Ungureanu otrzymał od prezydenta misję sformowania nowego gabinetu. Wkrótce przedstawił skład swojego rządu, który tego 9 lutego 2012 uzyskał wotum zaufania ze strony parlamentu. W głosowaniu rząd poparło 237 spośród parlamentarzystów obu izb. Tegoż dnia gabinet został zaprzysiężony.
27 kwietnia 2012, niespełna trzy miesiące po zaprzysiężeniu, gabinet został odwołany w wyniku uchwalenia przez parlament wotum nieufności. Niezadowolenie opozycji wywoływały środki oszczędnościowe wprowadzone przez koalicję rządową, zakładające podwyżkę podatków i obniżenie płac, które jej zdaniem prowadzić miały do niesprawiedliwości społecznej. Tego samego dnia prezydent powierzył misję utworzenia kolejnego rządu Victorowi Poncie, liderowi opozycyjnej Partii Socjaldemokratycznej. Objął on urząd 7 maja 2012.
Kilka miesięcy później dołączył do marginalnej wówczas partii Siła Obywatelska, obejmując stanowisko jej przewodniczącego. Ugrupowanie stworzyło koalicję wyborczą m.in. z Partią Demokratyczno-Liberalną, która w wyborach parlamentarnych w 2012 otrzymała około 16% głosów. Mihai Răzvan Ungureanu został wybrany w skład Senatu. W 2014 wraz z Siłą Obywatelską dołączył do PDL.
W czerwcu 2015 prezydent Klaus Iohannis powierzył mu ponownie kierownictwo Służby Wywiadu Zagranicznego. Stanowisko to zajmował do września 2016.